# Вакаяма, Томисабуро
Томисабуро Вакаяма (яп. 若山 富三郎 Вакаяма Томисабуро:, 1 сентября 1929 — 2 апреля 1992 г.), урождённый Масару Окумура (яп. 奥村 勝 Окумура Масару) — японский актёр и мастер боевых искусств, наиболее известный по исполнению главной роли Огами Итто, ронина XVII века, в серии из шести фильмов «Одинокий волк и его ребёнок» по одноимённой манге и сценарию Кадзуо Коикэ.

## Биография
Вакаяма родился 1 сентября 1929 года в районе Токио Факугава, Япония. Его отец Тохидзи Кацу играл и пел в традиционном японском театре кабуки, как и его семья, полностью посвятившая жизнь кабуки. Вакаяма и его младший брат Синтаро Кацу исходно пошли по стопам семейной карьеры, однако он вскоре осознал, что его призвание лежит вне кабуки, и в возрасте 13 лет занялся дзюдо, добившись 4 дана.
В 1952 году, с частью актёрской труппы «Azuma Kabuki», Вакаяма поехал в США на 9 месяцев. Спустя два года, как только закончился контракт, он ушёл из театра. Продолжая заниматься дзюдо, он приглянулся кинокомпании Toho, предложившей ему играть мастера боевых искусств в фильмах дзидайгэки. Новая работа потребовала от Вакаямы новых знаний, и он начал изучать и другие виды боевых искусств: кэмпо, иайдо, кэндо и бодзюцу. Полученный опыт стал основой его актёрской деятельности, в телесериалах «Молчаливый самурай» и «Сёкин Касэги», а также его наиболее известной роли Огами Итто в серии фильмов «Одинокий волк и его ребенок».
Томисабуро Вакаяма снялся во многих фильмах — по различным подсчётам от 250 до 500, включая несколько ролей в американском кино — тренера бейсбольной команды в фильме «The Bad News Bears Go to Japan (1978)» и оябуна якудза в фильме Ридли Скотта «Чёрный дождь» (1989).
Вакаяма умер от острой сердечной недостаточности в 62-летнем возрасте 2 апреля 1992 года в больнице Киото. После него остался сын Киитиро Вакаяма (род. 1965), также актёр.

## Фильмография
1955-1969
- Gyakushu orochimaru (1955)
- Rage (1959)
- Fukaku hichô (1959)
- Jirochô kesshôki: Nagurikomi kôjinyama (1960)
- Megitsune henge (1961)
- Tekka Daimyo («Lord of Steel Heart») (1961)
- Ghost of Oiwa (1961)
- Zatoichi 2 (1962)[4]
- Ninja 1 (1962)
- Love for a Mother (1962)
- Sleepy Eyes of Death: The Chinese Jade (1963)
- Teuchi (1963)
- Ninja 2 (1963)
- Ninja 3 (1963)
- Zatoichi and the Chest of Gold (1964)[4]
- Sleepy Eyes of Death: Sword of Seduction (1964)
- Ninja 4 (1964)
- Virgin Witnessed (1966)
- A Brave Generous Era (1966)
- Fraternal Honor: Three Brothers of Kanto (1966)
- Bakuchiuchi ("The Gambler) (1967)[7]
- Hokkai yûkyôden (1967)
- Hibotan bakuto («Red Peony Gambler») (1968)[8]
- Kyôdai jingi gyakuen no sakazuki (1968)
- Yôen dokufu-den hannya no ohyaku (1968)
- Bakuto retsuden (1968)
- Kaettekita gokudo (1968)
- Ballad of Murder (1968)
- Wicked Priest (1968)
- Nunnery Confidential (1968)
- Bakuchi-uchi: Socho tobaku (1968)
- Gendai yakuza: Yotamono no okite (1968)
- Memoir of Japanese Assassins (1969)
- Tabi ni deta gokudo (1969)
- Boss (1969)[9]
- Nihon jokyo-den: Kyokaku geisha (1969)
- Nihon ansatsu hiroku (1969)
- Red Peony: The Hanafuda Game (1969)
- Matteita gokudo (1969)
- Gokudô bôzu: Nenbutsu hitokiri tabi (1969)

1970-1979
- Blind Yakuza Monk (1970)
- Bakuchi-uchi: Nagaremono (1970)
- Underground Syndicate (1970)
- Shiruku hatto no ô-oyabun (1970)
- Shiruku hatto no ô-oyabun: Chobi-hige no kuma (1970)
- Thugs of Shinjuku (1970)
- Gokuaku bozu nenbutsu sandangiri (1970)
- Gokudo Kamagasaki ni kaeru (1970)
- Gokudo kyojo tabi (1970)
- Hakurai jingi: Kapone no shatei (1970)
- Nihon boryoku-dan: Kumicho kuzure (1970)
- Saigo no tokkôtai (1970)
- A Boss with the Samurai Spirit (1971)
- Gamblers in Okinawa (1971) (International: English title)
- Bakuto kirikomi-tai (1971)
- Boryokudan sai buso (1971)
- Kizudarake no seishun (1971)
- Nippon akuninden (1971)
- Nihon yakuza-den: Sôchiyô e no michi (1971)
- Bakuchi-uchi: Inochi-huda (1971)
- Cherry Blossom Fire Gang (1972)
- Lone Wolf and Cub: Sword of Vengeance (1972)[4][10]
- Lone Wolf and Cub: Baby Cart at the River Styx (1972)[4][11]
- Lone Wolf and Cub: Baby Cart to Hades (1972)[4]
- Lone Wolf and Cub: Baby Cart in Peril (1972)[4]
- Lone Wolf and Cub: Baby Cart in the Land of Demons (1973)[4]
- Kamagasaki gokudo (1973)
- ESPY (1974)
- Lone Wolf and Cub: White Heaven in Hell (1974)[4][12]
- Datsugoku Hiroshima satsujinshû (1974)
- Gokudo VS furyô banchô (1974)
- Gokudo VS Mamushi (1974)
- Bôryoku kinmyaku (1975)
- Devil’s Bouncing Ball Song (1977)
- Edogawa Rampo no injû (1977)
- Torakku yarô: Otoko ippiki momojirô (1977)
- Sugata Sanshiro (1977)
- Hi no Tori или Жар-Птица («The Phoenix») (1978)
- The Bad News Bears Go to Japan (1978)[10]
- Oh My Son (1979)
- Distant Tomorrow (1979)

1980-1991
- Убийца сёгуна (1980)[2][4]
- Врата юности (1981)
- Makai Tenshō («Samurai Reincarnation») (1981)
- Flames of Blood (1981)
- Conquest (1982)
- The Shootout (1982)
- Irezumi: Spirit of Tattoo (1982)
- Jinsei gekijo («Theater of Life») (1983)
- Shôsetsu Yoshida gakko (1983)
- Hakujasho (1983)
- Story of the Yamashita Boy (1985)
- Ningen no yakusoku («A Promise») (1986)
- Shinran: Shiroi michi («Shinran: Path to Purity») (1987)
- Чёрный дождь (1989)[4][5]
- Jotei: Kasuga no tsubone (1990)
- Checkmate (1991)